# Hemiceras celia
Hemiceras celia är en fjärilsart som beskrevs av William Schaus 1911. Hemiceras celia ingår i släktet Hemiceras och familjen tandspinnare. Inga underarter finns listade i Catalogue of Life.